# 西ケ原駅

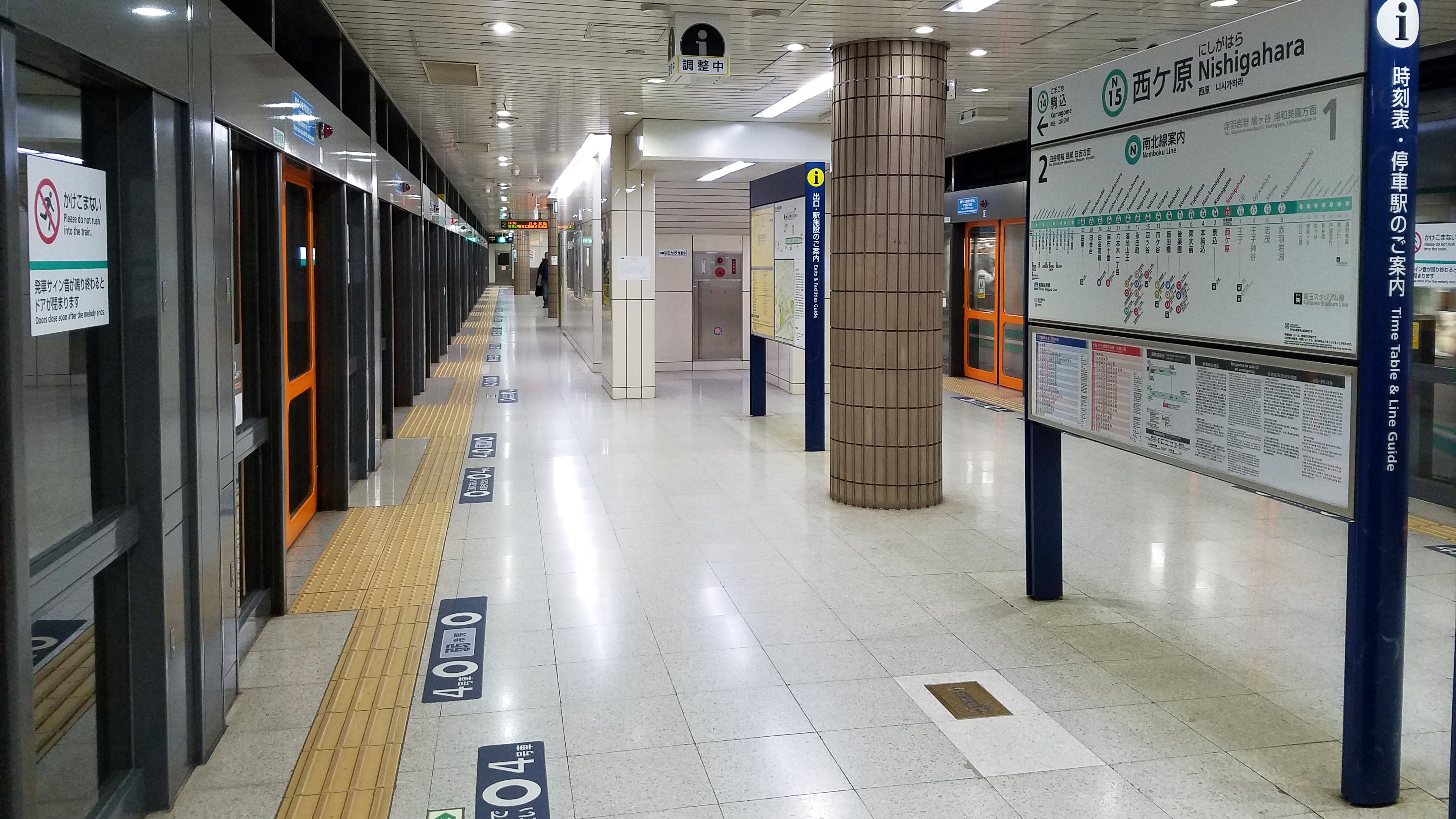
ホーム（2017年12月）

西ケ原駅（にしがはらえき）は、東京都北区西ケ原二丁目にある、東京地下鉄（東京メトロ）南北線の駅である。駅番号はN 15。

## 歴史
- 1986年（昭和61年）2月17日：当駅の建設に先立って、遺跡の発掘調査が行われる[3]。
- 1987年（昭和62年）10月9日：発掘調査期間が終了[3]。
- 1991年（平成3年）11月29日：開業[2]。
- 2002年（平成14年）4月：業務委託駅となる。
- 2004年（平成16年）4月1日：帝都高速度交通営団（営団地下鉄）民営化に伴い、当駅は東京地下鉄（東京メトロ）に継承される[4]。
- 2007年（平成19年）3月18日：ICカード「PASMO」の利用が可能となる[5]。
- 2015年（平成27年）3月13日：発車メロディを変更[6]。

## 駅構造
島式ホーム1面2線を有する地下駅。ホームドアが設置されている。ホームと改札階は階段のほかエレベーター・エスカレーターにより連絡しており、このほか改札外コンコースと地上部を連絡するエレベーターも設置されている。
南北線建設区域周辺は埋蔵文化財包蔵地であり、当駅の建設前には遺跡の発掘調査が実施された。発掘調査は1区 - 5区に分けて実施され、縄文時代および弥生時代の遺構などが多数発掘され、大きな成果を収めた。

### のりば
| 番線 | 路線   | 行先                   |
| ---- | ------ | ---------------------- |
| 1    | 南北線 | 赤羽岩淵・浦和美園方面 |
| 2    | 南北線 | 目黒方面               |

（出典：東京メトロ:構内図）

### 発車メロディ
開業時から吉村弘作曲の南北線全駅共通の発車メロディ（発車サイン音）を使用していたが、2015年3月13日にスイッチ制作の当駅オリジナルのメロディに変更されている。
曲は1番線が「桜並木を望んで」（山崎泰之作曲）、2番線が「風のゆくえ」（福嶋尚哉作曲）である。

## 利用状況
2024年度の1日平均乗降人員は8,976人である。東京メトロの全駅の中で最も利用者が少なく、唯一利用者が4桁台である。また、東京の地下鉄全線全駅で最少である。
近年の1日平均乗降・乗車人員推移は下表の通り。
| 年度               | 1日平均 乗降人員 | 1日平均 乗車人員 | 出典     |
| ------------------ | ---------------- | ---------------- | -------- |
| 1991年（平成03年） |                  | 2,008            | [ * 1 ]  |
| 1992年（平成04年） |                  | 1,268            | [ * 2 ]  |
| 1993年（平成05年） |                  | 1,384            | [ * 3 ]  |
| 1994年（平成06年） |                  | 1,496            | [ * 4 ]  |
| 1995年（平成07年） |                  | 1,514            | [ * 5 ]  |
| 1996年（平成08年） |                  | 2,553            | [ * 6 ]  |
| 1997年（平成09年） |                  | 2,748            | [ * 7 ]  |
| 1998年（平成10年） |                  | 2,899            | [ * 8 ]  |
| 1999年（平成11年） |                  | 2,929            | [ * 9 ]  |
| 2000年（平成12年） |                  | 3,036            | [ * 10 ] |
| 2001年（平成13年） |                  | 3,208            | [ * 11 ] |
| 2002年（平成14年） | 6,256            | 3,151            | [ * 12 ] |
| 2003年（平成15年） | 6,284            | 3,161            | [ * 13 ] |
| 2004年（平成16年） | 6,150            | 3,082            | [ * 14 ] |
| 2005年（平成17年） | 6,100            | 3,038            | [ * 15 ] |
| 2006年（平成18年） | 6,101            | 3,041            | [ * 16 ] |
| 2007年（平成19年） | 6,240            | 3,167            | [ * 17 ] |
| 2008年（平成20年） | 6,245            | 3,126            | [ * 18 ] |
| 2009年（平成21年） | 6,184            | 3,121            | [ * 19 ] |
| 2010年（平成22年） | 6,224            | 3,137            | [ * 20 ] |
| 2011年（平成23年） | 6,201            | 3,139            | [ * 21 ] |
| 2012年（平成24年） | 6,469            | 3,282            | [ * 22 ] |
| 2013年（平成25年） | 7,005            | 3,551            | [ * 23 ] |
| 2014年（平成26年） | 7,747            | 3,901            | [ * 24 ] |
| 2015年（平成27年） | 8,105            | 4,079            | [ * 25 ] |
| 2016年（平成28年） | 8,383            | 4,219            | [ * 26 ] |
| 2017年（平成29年） | 8,523            | 4,282            | [ * 27 ] |
| 2018年（平成30年） | 8,785            | 4,408            | [ * 28 ] |
| 2019年（令和元年） | 8,845            | 4,440            | [ * 29 ] |
| 2020年（令和02年） | 6,653            |                  |          |
| 2021年（令和03年） | 7,311            |                  |          |
| 2022年（令和04年） | 8,131            |                  |          |
| 2023年（令和05年） | 8,735            |                  |          |
| 2024年（令和06年） | 8,976            |                  |          |

備考
1. ↑  1991年11月29日開業。開業日から翌年3月31日までの計124日間を集計したデータ。

## 駅周辺
- 国立印刷局 東京工場
- 花と森の東京病院
- 旧古河庭園 - 国有財産であり、東京都が借り受けて一般公開している。
- 東京都北区防災センター（地震の科学館）
- 東京消防庁滝野川消防署
- 滝野川公園
- 北区滝野川体育館
- 警視庁滝野川警察署
- 北区滝野川会館
  - 北区滝野川文化センター
  - 北区立滝野川図書館
  - 北区役所滝野川区民事務所
- 北区滝野川福祉保健センター
  - 北区滝野川地域包括支援センター
- 西ヶ原郵便局
- 東日本旅客鉄道（JR東日本）京浜東北線 上中里駅
- 瀧野川女子学園中学校・高等学校
- 七社神社
- 東京ゲーテ記念館
- 渋沢史料館

### バス路線
花と森の東京病院
- 北区コミュニティバス（Kバス）（日立自動車交通）
  - 王子・駒込ルート（平日） - JR駒込駅方面／JR王子駅方面
  - 王子・駒込・田端ルート（土休日） - JR駒込駅・田端駅方面／JR王子駅方面

## 隣の駅
東京地下鉄（東京メトロ）
 南北線
駒込駅 (N 14) - 西ケ原駅 (N 15) - 王子駅 (N 16)